# Bjuråkerhandskriften
Bjuråkerhandskriften är en handskrift från mellan 1540 och 1550. Den har tillhört Bjuråkers kyrka, Uppsala stift. Den är väldigt lik Een liten Songbook från 1553. Richard Norén uppmärksammade handskriften i slutet av 1800-talet.

## Innehåll

### Kyrie de sancta Trinitate
- Troperat Kyrie (Kyrie gudh fadher alzom högste tröst)
- Sanctus med Osannatrop (Tigh vare loff och pris)
- Agnus dei

### De beata virgine Maria (Jungfru Maria)
- Kyrie
- Gloria
- Sanctus
- Agnus Dei
- Benedicamus

### In summis festis de beata virgine
- Sanctus
- Agnus Dei

### De Apostolis (Apostlarna)
- Kyrie
- Gloria
- Sanctus
- Agnus Dei
- Benedicamus

### De Sanctis
Sanctus och Agnus Dei är samma som i De Apostoli".
- Kyrie
- Gloria
- Sanctus
- Agnus Dei
- Benedicamus

### De dominicis in estate Et post Ephiam domini
- Kyrie
- Gloria
- Sanctus
- Agnus Dei
- Benedicamus

### Et quadragesimae (Fastan)
Samma Sactus och Agnus Dei som i "De dominicis in estate Et post Ephiam domini".
- Kyrie
- Gloria
- Sanctus
- Agnus Dei
- Benedicamus

### De sancta cruce et in ferijs
Samma Sactus och Agnus Dei som i "De dominicis in estate Et post Ephiam domini".
- Kyrie
- Gloria
- Sanctus
- Agnus Dei
- Benedicamus

### Pro defunctis (För de döda)
- Kyrie
- Sanctus
- Agnus Dei

### Sequentiarium
- Grates nunc omnes
- Letabundus
- Victime paschali laudes
- Sancti Spiritus adsit nobis gratia
- Lauda Sion salvatorem
- Quicunque vult salvus esse

### Genealogia Christi.
- Liber generationis sec. Matth in die nativitatis Domini.

### Matutinen.
- Domine labia mea, Deus in audiutirium, Gloria Patri.
- Venite med iunvitatorium:
  - 1. in die nativitatis Domini,
  - in prificationen
  - in annunciatione,
  - in di pasche
  - vid kyrkmässa
  - de apostolis.
- Te Deum